# Рогич, Давор
Давор Рогич (хорв. Davor Rogić; род. 27 июля 1971) — хорватский шахматист, гроссмейстер (2006).
Чемпион Хорватии 1993 года.
В составе сборной Хорватии участник 2-х Олимпиад (1998, 2000) и 11-го командного чемпионата Европы (1997; за 2-ю сборную) в Пула. В 1998 году выиграл Кубок Митропы с Хорватией в Портороже.
В Австрии он играл за «Пилленкениг Санкт-Файт-ан-дер-Глан».
В 1994 году присвоено звание международного мастера (IM), а в 2006 году — звание грандмастера (GM).

## Изменения рейтинга
Самый высокий рейтинг Эло составил 2602 в январе 2011 года.
| Графики недоступны из-за технических проблем. См. информацию на Фабрикаторе и на mediawiki.org. |